# Pan-Amerikaanse Spelen 1959
De derde Pan-Amerikaanse Spelen werden gehouden in 1959 in Chicago, Verenigde Staten. Het waren de eerste Spelen die buiten Latijns-Amerika georganiseerd werden. Ze moesten oorspronkelijk georganiseerd worden in Cleveland, Ohio maar het Amerikaanse Congres besloot om 5 miljoen dollar subsidies terug te trekken waardoor de stad de Spelen niet meer kon organiseren.

## Medaillespiegel
| Medaillespiegel Pan-Amerikaanse Spelen 1959 | Medaillespiegel Pan-Amerikaanse Spelen 1959 | Medaillespiegel Pan-Amerikaanse Spelen 1959 | Medaillespiegel Pan-Amerikaanse Spelen 1959 | Medaillespiegel Pan-Amerikaanse Spelen 1959 | Medaillespiegel Pan-Amerikaanse Spelen 1959 |
| ------------------------------------------- | ------------------------------------------- | ------------------------------------------- | ------------------------------------------- | ------------------------------------------- | ------------------------------------------- |
| Plaats                                      | Land                                        | Goud                                        | Zilver                                      | Brons                                       | Totaal                                      |
| 1                                           | Verenigde Staten                            | 115                                         | 69                                          | 52                                          | 236                                         |
| 2                                           | Argentinië                                  | 9                                           | 19                                          | 11                                          | 39                                          |
| 3                                           | Brazilië                                    | 8                                           | 8                                           | 6                                           | 22                                          |
| 4                                           | Mexico                                      | 6                                           | 11                                          | 12                                          | 29                                          |
| 5                                           | Canada                                      | 5                                           | 19                                          | 24                                          | 48                                          |
| 6                                           | Chili                                       | 5                                           | 2                                           | 6                                           | 13                                          |
| 7                                           | Jamaica                                     | 2                                           | 4                                           | 8                                           | 14                                          |
| 8                                           | Cuba                                        | 2                                           | 4                                           | 4                                           | 10                                          |
| 9                                           | Bahama-eilanden                             | 2                                           | 0                                           | 0                                           | 2                                           |
| 10                                          | Venezuela                                   | 1                                           | 7                                           | 7                                           | 15                                          |
| 11                                          | Uruguay                                     | 1                                           | 3                                           | 4                                           | 8                                           |
| 12                                          | Panama                                      | 0                                           | 4                                           | 4                                           | 8                                           |
| 13                                          | Peru                                        | 0                                           | 2                                           | 5                                           | 7                                           |
| 14                                          | Puerto Rico                                 | 0                                           | 2                                           | 4                                           | 6                                           |
| 15                                          | Ecuador                                     | 0                                           | 1                                           | 1                                           | 2                                           |
| 16                                          | Brits-Guiana                                | 0                                           | 0                                           | 3                                           | 3                                           |
| 17                                          | Nederlandse Antillen                        | 0                                           | 0                                           | 1                                           | 1                                           |
| 17                                          | Guatemala                                   | 0                                           | 0                                           | 1                                           | 1                                           |
| Totaal                                      | Totaal                                      | 156                                         | 155                                         | 153                                         | 464                                         |

1951 ·
1955 ·
1959 ·
1963 ·
1967 ·
1971 ·
1975 ·
1979 ·
1983 ·
1987 ·
1991 ·
1995 ·
1999 ·
2003 ·
2007 ·
2011 ·
2015 ·
2019 ·
2023 ·
2027